# Valines
Valines is een gemeente in het Franse departement Somme (regio Hauts-de-France) en telt 663 inwoners (1999). De plaats maakt deel uit van het arrondissement Abbeville.

## Geografie
De oppervlakte van Valines bedraagt 5,3 km², de bevolkingsdichtheid is 125,1 inwoners per km².
De onderstaande kaart toont de ligging van Valines met de belangrijkste infrastructuur en aangrenzende gemeenten.

## Demografie
Onderstaande figuur toont het verloop van het inwonertal (bron: INSEE-tellingen).